# Račice
 Ovo je glavno značenje pojma Račice. Za druga značenja pogledajte Račice (razdvojba).
Račice je naselje u Republici Hrvatskoj, u sastavu Grada Buzeta, Istarska županija. 

## Stanovništvo
Prema popisu stanovništva iz 2001. godine, naselje je imalo 23 stanovnika te 10 obiteljskih kućanstava.
Prema popisu stanovništva iz 2011. godine, naselje je imalo 16 stanovnika.
| broj stanovnika | 178   | 193   | 83    | 98    | 115   | 109   | 710   | 708   | 81    | 71    | 57    | 37    | 27    | 24    | 23    | 16    | 43    |
|                 | 1857. | 1869. | 1880. | 1890. | 1900. | 1910. | 1921. | 1931. | 1948. | 1953. | 1961. | 1971. | 1981. | 1991. | 2001. | 2011. | 2021. |